# Aromobates duranti
Aromobates duranti är en groddjursart som först beskrevs av Jaime E. Péfaur 1985.  Aromobates duranti ingår i släktet Aromobates och familjen Aromobatidae. IUCN kategoriserar arten globalt som starkt hotad. Inga underarter finns listade i Catalogue of Life.